# Hoyte van Hoytema
Hoyte van Hoytema (Hirzel, 4 oktober 1971) is een Nederlandse cinematograaf en director of photography. In 2024 won hij een Oscar voor de film Oppenheimer.

## Biografie

### Familie
Van Hoytema stamt uit het patriciërsgeslacht Van Hoytema. Hij werd geboren in Zwitserland als kind van Nederlandse ouders en verhuisde op jonge leeftijd naar Nederland. Zijn vader, de architect Jacob Frederik (Job) van Hoytema, studeerde bouwkunde in Zürich en zijn moeder Gisele Suzanne (Gizia) Günsberg (1947-2010), was een dochter van een Pools-Joodse anesthesioloog. Hij heeft nog twee broers, en groeide vanaf 1987 op met de drie kinderen van de zus van zijn vader, wier ouders beiden op jeugdige leeftijd overleden. De schrijfster Miriam Guensberg is zijn tante.

### Carrière
Nadat hij werd afgewezen voor de Nederlandse Filmacademie studeerde Van Hoytema aan de gerenommeerde Polish National Film School in Łódź. Hij maakte zijn studie niet af en had enkele baantjes in Nederland en Polen voordat hij in 2002 in Zweden aan de slag kon als assistent bij de televisieserie Den förste zigenaren i rymden (De eerste zigeuner in de ruimte). Hierop volgden veelal banen bij andere Scandinavische producties, zoals de horrorfilm Låt den rätte komma in uit 2008.
In 2010 verzorgde hij voor het eerst de cinematografie van een Hollywoodfilm (The Fighter), en in 2011 volgde de grote Britse productie Tinker Tailor Soldier Spy. In 2012 werkte hij weer aan een Zweedse film (Call Girl) en ook aan de met een Oscar voor beste originele scenario bekroonde film Her van Spike Jonze. In 2013 werd bekend dat Van Hoytema ging werken aan Interstellar van de gerenommeerde regisseur Christopher Nolan. In 2015 werkte hij als Director of Photography voor de James Bond film Spectre. In 2017 draaide hij, weer met Nolan, de film Dunkirk, waarvoor hij in januari 2018 werd genomineerd voor een Oscar voor beste camerawerk. In 2019 werkte hij nogmaals samen met Nolan, dit keer voor de film Tenet (2020). In 2023 werkte hij als cinematograaf mee aan Nolans film Oppenheimer waar hij een BAFTA en een Oscar voor won. Datzelfde jaar was hij te gast in het VPRO-programma Zomergasten.
Van Hoytema woont met zijn Zweedse vrouw en hun dochter in Los Angeles. Tot aan diens dood had hij contact met de cameraman Robby Müller, die hij als zijn mentor beschouwde.

## Prijzen
- Oscar voor beste camerawerk, Oppenheimer (2023) op de 96ste Oscaruitreiking in 2024[8]
- BAFTA Awards, beste camerawerk, Oppenheimer (2023)
- American Society of Cinematographers, beste camerawerk, Oppenheimer (2023)
- Guldbagge Award, beste camerawerk, Let the Right One In (2008)
- Kodak Nordic Vision Award, beste camerawerk, Let the Right One In (2008)
- Guldbagge Award, beste camerawerk, Flickan (The Girl) (2009)
- Guldbagge Award, beste camerawerk, Call Girl (2012)
- Florida Film Critics Circle Awards, beste camerawerk, Interstellar (2014)
- Nevada Film Critics Society, beste camerawerk, Interstellar (2014)
- North Texas Film Critics Association, beste camerawerk, Interstellar (2014)
- Boston Society of Film Critics Award, beste camerawerk, Dunkirk (2017)
- Southeastern Film Critics Association Awards, beste camerawerk, Dunkirk (2017)
- Georgia Film Critics Association, beste camerawerk, Dunkirk (2017)
- Atlanta Film Critics Circle, beste camerawerk, Dunkirk (2017)
- San Diego Film Critics Society Award, beste camerawerk, Dunkirk (2017)
- Black Film Critics Circle, beste camerawerk, Tenet (2020)
- Hawaii Film Critics Society, beste camerawerk, Tenet (2020)
- Austin Film Critics Association, beste camerawerk, Oppenheimer (2023)
- Critics' Choice Movie Awards, beste camerawerk, Oppenheimer (2023)
- Georgia Film Critics Association, beste camerawerk, Oppenheimer (2023)

Nominaties
- Oscar, beste camerawerk voor Dunkirk (2017) op de 90ste Oscaruitreiking in 2018
- BAFTA Awards en de Europese Filmprijzen, Tinker Tailor Soldier Spy (2011)
- American Society of Cinematographers, beste camerawerk, Tinker Tailor Soldier Spy (2011)
- BAFTA Awards, beste camerawerk, Interstellar (2014)
- American Society of Cinematographers, beste camerawerk, Dunkirk (2017)
- BAFTA Awards, beste camerawerk, Dunkirk (2017)

## Filmografie
| Jaar | Titel                                             | Land                                                        | Regisseur                                                         | Bijzonderheden                         |
| ---- | ------------------------------------------------- | ----------------------------------------------------------- | ----------------------------------------------------------------- | -------------------------------------- |
| 2002 | Den förste zigenaren i rymden                     | Zweden                                                      | Agneta Fagerström-Olsson                                          | Tv-serie                               |
| 2003 | Svidd neger                                       | Noorwegen                                                   | Erik Smith Meyer                                                  |                                        |
| 2003 | Tarifa Traffic: Death in the Straits of Gibraltar | Duitsland                                                   | Joakim Demmer                                                     | Documentaire                           |
| 2004 | Salto, salmiakk og kaffe                          | Noorwegen                                                   | Mona J. Hoel                                                      |                                        |
| 2004 | Danslärarens återkomst                            | Zweden                                                      | Stephan Apelgren                                                  | Tv-serie                               |
| 2005 | Pistvakt                                          | Zweden                                                      | Stephan Apelgren                                                  |                                        |
| 2005 | Lasermannen                                       | Zweden                                                      | Mikael Marcimain                                                  | Tv-serie                               |
| 2006 | En fråga om liv och död                           | Zweden                                                      | Håkan Lindhé                                                      | Tv-serie                               |
| 2007 | Nach der Musik                                    | Duitsland                                                   | Igor Heitzmann                                                    | Documentaire                           |
| 2007 | Upp till kamp                                     | Zweden                                                      | Mikael Marcimain                                                  | Tv-serie                               |
| 2008 | Låt den rätte komma in                            | Zweden                                                      | Tomas Alfredson                                                   |                                        |
| 2009 | Flickan                                           | Zweden                                                      | Fredrik Edfeldt                                                   |                                        |
| 2009 | Doktor Glas                                       | Zweden                                                      | Peder Bjurman, Krister Henriksson, Mikael Marcimain, Måns Månsson |                                        |
| 2010 | Ond tro                                           | Zweden                                                      | Kristian Petri                                                    |                                        |
| 2010 | The Fighter                                       | Verenigde Staten                                            | David O. Russell                                                  |                                        |
| 2011 | Tinker Tailor Soldier Spy                         | Groot-Brittannië en Frankrijk                               | Tomas Alfredson                                                   |                                        |
| 2012 | Call Girl                                         | Zweden                                                      | Mikael Marcimain                                                  |                                        |
| 2013 | Her                                               | Verenigde Staten                                            | Spike Jonze                                                       |                                        |
| 2014 | Interstellar                                      | Verenigde Staten                                            | Christopher Nolan                                                 |                                        |
| 2015 | Spectre                                           | Groot-Brittannië                                            | Sam Mendes                                                        |                                        |
| 2017 | Dunkirk                                           | Verenigde Staten / Groot-Brittannië / Frankrijk / Nederland | Christopher Nolan                                                 | Nominatie: Oscar voor beste camerawerk |
| 2019 | Ad Astra                                          | Verenigde Staten                                            | James Gray                                                        |                                        |
| 2020 | Tenet                                             | Verenigde Staten / Groot-Brittannië                         | Christopher Nolan                                                 |                                        |
| 2022 | Nope                                              | Verenigde Staten                                            | Jordan Peele                                                      |                                        |
| 2023 | Oppenheimer                                       | Verenigde Staten                                            | Christopher Nolan                                                 | Oscar voor beste camerawerk            |

- Biblioteca Nacional de España: XX4910076
- Gemeinsame Normdatei: 13832414X
- International Standard Name Identifier: 0000 0001 1482 6899
- Library of Congress Control Number: no2009041088
- Nationale Bibliotheek van Tsjechië: xx0250957
- Nationale Bibliotheek van Israël: 987007322895105171
- Système universitaire de documentation: 146779746
- Virtual International Authority File: 161400371
- WorldCat: E39PBJqk67GV8WymM7JwTbrg8C